# Arielle
La patata Arielle è una varietà di patata di origine olandese. È una "cultivar" ottenuta dalle varietà Nicola e AR 73-21-27. Ha una maturazione precoce e viene utilizzata nella produzione di patate primaticce.

## Caratteristiche del tubero
- Forma: ovale
- Buccia: buccia liscia di colore giallo; occhi superficiali
- Polpa: pasta giallo chiaro

## Caratteristiche della pianta
È una pianta alta o di altezza media, foglie grandi, verdi; con fioritura scarsa, assente o molto leggera la colorazione all'interno della corolla del fiore.

## Riconoscimenti
La patata Arielle, coltivata in Finlandia nei territori, di Ekenäs, Nagu e nell'arcipelago delle isole Åland, è stata proclamata migliore patata dell'arcipelago nel 2005.

## Impieghi
La patata Arielle, avendo una polpa farinosa, è indicata soprattutto nelle preparazioni del purea o gnocchi, essendo classificata come tipologia culinaria BC.